# Omloop Het Nieuwsblad 2019
Omloop Het Nieuwsblad 2019 var den 74. udgave af cykelløbet Omloop Het Nieuwsblad. Det var det fjerde arrangement på UCI's World Tour-kalender i 2019 og blev arrangeret 2. marts 2019. Løbet blev vundet af tjekkiske Zdeněk Štybar fra Deceuninck-Quick Step

## Hold og ryttere
| UCI WorldTeams (18)- AG2R La Mondiale - Astana - Bahrain-Merida - Bora-hansgrohe - CCC Team - Deceuninck-Quick Step - Dimension Data - EF Education First - Groupama-FDJ - Team Jumbo-Visma - Katusha-Alpecin - Lotto Soudal - Mitchelton-Scott - Movistar Team - Sky - Team Sunweb - Trek-Segafredo - UAE Team Emirates UCI Professionelle kontinentalthold (7)- Cofidis, Solutions Crédits - Corendon-Circus - Direct Énergie - Roompot-Charles - Sport Vlaanderen-Baloise - Wallonie Bruxelles - Wanty-Groupe Gobert |
| |

### Danske ryttere
- Magnus Cort kørte for Astana Pro Team
- Matti Breschel kørte for EF Education First Pro Cycling
- Christopher Juul-Jensen kørte for Mitchelton-Scott
- Lars Bak kørte for Dimension Data
- Michael Valgren kørte for Dimension Data
- Mads Würtz Schmidt kørte for Team Katusha-Alpecin
- Asbjørn Kragh Andersen kørte for Team Sunweb
- Casper Pedersen kørte for Team Sunweb
- Mads Pedersen kørte for Trek-Segafredo

## Resultater
| \| Samlede stilling \| Samlede stilling \| Samlede stilling \| Samlede stilling \| Samlede stilling \| \| Rytter \| Rytter \| Hold \| Tid \| \| \| ---------------- \| ------------------- \| --------------------- \| ---------------- \| ---------------- \| \| 1. \| Zdeněk Štybar \| Deceuninck-Quick Step \| 4t 53' 17" \| \| \| 2. \| Greg Van Avermaet \| CCC Team \| + 9" \| \| \| 3. \| Tim Wellens \| Lotto-Soudal \| + 9" \| \| \| 4. \| Aleksej Lutsenko \| Astana \| + 9" \| \| \| 5. \| Dylan Teuns \| Bahrain-Merida \| + 9" \| \| \| 6. \| Jempy Drucker \| Bora-Hansgrohe \| + 19" \| \| \| 7. \| Yves Lampaert \| Deceuninck-Quick Step \| + 19" \| \| \| 8. \| Philippe Gilbert \| Deceuninck-Quick Step \| + 19" \| \| \| 9. \| Matteo Trentin \| Mitchelton-Scott \| + 19" \| \| \| 10. \| Oliver Naesen \| AG2R La Mondiale \| + 19" \| \| \| 11. \| Jens Keukeleire \| Lotto-Soudal \| + 19" \| \| \| 12. \| Michael Matthews \| Team Sunweb \| + 19" \| \| \| 13. \| Wout van Aert \| Team Jumbo-Visma \| + 19" \| \| \| 14. \| Dylan van Baarle \| Team Sky \| + 19" \| \| \| 15. \| Sebastian Langeveld \| EF Education First \| + 19" \| \| \| 16. \| Bob Jungels \| Deceuninck-Quick Step \| + 19" \| \| \| 17. \| Laurens De Vreese \| Astana \| + 19" \| \| \| 18. \| Stefan Küng \| Groupama-FDJ \| + 19" \| \| \| 19. \| Nils Politt \| Katusha-Alpecin \| + 28" \| \| \| 20. \| Niki Terpstra \| Direct Énergie \| + 29" \| \| |                     |                       |            |
| |                     |                       |            |
| Kilde: ProCyclingStats |                     |                       |            |
| Samlede stilling |                     |                       |            |
| Rytter | Rytter              | Hold                  | Tid        |
| 1. | Zdeněk Štybar       | Deceuninck-Quick Step | 4t 53' 17" |
| 2. | Greg Van Avermaet   | CCC Team              | + 9"       |
| 3. | Tim Wellens         | Lotto-Soudal          | + 9"       |
| 4. | Aleksej Lutsenko    | Astana                | + 9"       |
| 5. | Dylan Teuns         | Bahrain-Merida        | + 9"       |
| 6. | Jempy Drucker       | Bora-Hansgrohe        | + 19"      |
| 7. | Yves Lampaert       | Deceuninck-Quick Step | + 19"      |
| 8. | Philippe Gilbert    | Deceuninck-Quick Step | + 19"      |
| 9. | Matteo Trentin      | Mitchelton-Scott      | + 19"      |
| 10. | Oliver Naesen       | AG2R La Mondiale      | + 19"      |
| 11. | Jens Keukeleire     | Lotto-Soudal          | + 19"      |
| 12. | Michael Matthews    | Team Sunweb           | + 19"      |
| 13. | Wout van Aert       | Team Jumbo-Visma      | + 19"      |
| 14. | Dylan van Baarle    | Team Sky              | + 19"      |
| 15. | Sebastian Langeveld | EF Education First    | + 19"      |
| 16. | Bob Jungels         | Deceuninck-Quick Step | + 19"      |
| 17. | Laurens De Vreese   | Astana                | + 19"      |
| 18. | Stefan Küng         | Groupama-FDJ          | + 19"      |
| 19. | Nils Politt         | Katusha-Alpecin       | + 28"      |
| 20. | Niki Terpstra       | Direct Énergie        | + 29"      |

## Startliste
| Dimension Data TDD | Dimension Data TDD                       | Dimension Data TDD |
| ------------------ | ---------------------------------------- | ------------------ |
| Nr.                | Rytter                                   | Placering          |
| 1                  | Michael Valgren (DEN)                    | 45.                |
| 2                  | Julien Vermote (BEL)                     | DNF                |
| 3                  | Edvald Boasson Hagen (NOR) (enkeltstart) | 52.                |
| 4                  | Giacomo Nizzolo (ITA)                    | DNF                |
| 5                  | Rasmus Tiller (NOR)                      | DNF                |
| 6                  | Jacobus Venter (RSA)                     | DNF                |
| 7                  | Lars Bak (DEN)                           | DNF                |

| Deceuninck-Quick Step DQT | Deceuninck-Quick Step DQT                   | Deceuninck-Quick Step DQT |
| ------------------------- | ------------------------------------------- | ------------------------- |
| Nr.                       | Rytter                                      | Placering                 |
| 11                        | Yves Lampaert (BEL) (landevej)              | 7.                        |
| 12                        | Tim Declercq (BEL)                          | 103.                      |
| 13                        | Philippe Gilbert (BEL)                      | 8.                        |
| 14                        | Iljo Keisse (BEL)                           | DNF                       |
| 15                        | Bob Jungels (LUX) (landevej og enkeltstart) | 16.                       |
| 16                        | Florian Sénéchal (FRA)                      | DNF                       |
| 17                        | Zdeněk Štybar (CZE)                         | 1.                        |

| Lotto-Soudal LTS | Lotto-Soudal LTS        | Lotto-Soudal LTS |
| ---------------- | ----------------------- | ---------------- |
| Nr.              | Rytter                  | Placering        |
| 21               | Tiesj Benoot (BEL)      | DNF              |
| 22               | Jasper De Buyst (BEL)   | 42.              |
| 23               | Frederik Frison (BEL)   | DNF              |
| 24               | Jens Keukeleire (BEL)   | 11.              |
| 25               | Nikolas Maes (BEL)      | DNF              |
| 26               | Brian van Goethem (NED) | DNF              |
| 27               | Tim Wellens (BEL)       | 3.               |

| AG2R La Mondiale ALM | AG2R La Mondiale ALM    | AG2R La Mondiale ALM |
| -------------------- | ----------------------- | -------------------- |
| Nr.                  | Rytter                  | Placering            |
| 31                   | Oliver Naesen (BEL)     | 10.                  |
| 32                   | Dorian Godon (FRA)      | 97.                  |
| 33                   | Nico Denz (GER)         | 95.                  |
| 34                   | Silvan Dillier (SUI)    | 22.                  |
| 35                   | Julien Duval (FRA)      | 94.                  |
| 36                   | Alexis Gougeard (FRA)   | DNF                  |
| 37                   | Stijn Vandenbergh (BEL) | 60.                  |

| Astana AST | Astana AST                        | Astana AST |
| ---------- | --------------------------------- | ---------- |
| Nr.        | Rytter                            | Placering  |
| 41         | Davide Ballerini (ITA)            | DNF        |
| 42         | Zjandos Bizjigitov (KAZ)          | DNF        |
| 43         | Laurens De Vreese (BEL)           | 17.        |
| 44         | Jevgenij Giditj (KAZ)             | DNF        |
| 45         | Hugo Houle (CAN)                  | 29.        |
| 46         | Aleksej Lutsenko (KAZ) (landevej) | 4.         |
| 47         | Magnus Cort (DEN)                 | 90.        |

| Bahrain-Merida TBM | Bahrain-Merida TBM        | Bahrain-Merida TBM |
| ------------------ | ------------------------- | ------------------ |
| Nr.                | Rytter                    | Placering          |
| 51                 | Dylan Teuns (BEL)         | 5.                 |
| 52                 | Grega Bole (SLO)          | 98.                |
| 53                 | Sonny Colbrelli (ITA)     | 38.                |
| 54                 | Iván García Cortina (ESP) | 35.                |
| 55                 | Kristjan Koren (SLO)      | 85.                |
| 56                 | Luka Pibernik (SLO)       | 88.                |
| 57                 | Valerio Agnoli (ITA)      | DNF                |

| Bora-Hansgrohe BOH | Bora-Hansgrohe BOH                 | Bora-Hansgrohe BOH |
| ------------------ | ---------------------------------- | ------------------ |
| Nr.                | Rytter                             | Placering          |
| 61                 | Pascal Ackermann (GER) (landevej)  | DNF                |
| 62                 | Jempy Drucker (LUX)                | 6.                 |
| 63                 | Daniel Oss (ITA)                   | 21.                |
| 64                 | Lukas Pöstlberger (AUT) (landevej) | 82.                |
| 65                 | Juraj Sagan (SVK)                  | DNF                |
| 66                 | Michael Schwarzmann (GER)          | DNF                |
| 67                 | Rüdiger Selig (GER)                | DNF                |

| CCC Team CPT | CCC Team CPT                   | CCC Team CPT |
| ------------ | ------------------------------ | ------------ |
| Nr.          | Rytter                         | Placering    |
| 71           | Greg Van Avermaet (BEL)        | 2.           |
| 72           | Gijs Van Hoecke (BEL)          | 84.          |
| 73           | Nathan Van Hooydonck (BEL)     | DNF          |
| 74           | Francisco Ventoso (ESP)        | DNF          |
| 75           | Guillaume Van Keirsbulck (BEL) | 55.          |
| 76           | Łukasz Wiśniowski (POL)        | 71.          |
| 77           | Michael Schär (SUI)            | DNF          |

| EF Education First EF1 | EF Education First EF1    | EF Education First EF1 |
| ---------------------- | ------------------------- | ---------------------- |
| Nr.                    | Rytter                    | Placering              |
| 81                     | Sep Vanmarcke (BEL)       | 92.                    |
| 82                     | Mitchell Docker (AUS)     | DNF                    |
| 83                     | Alex Howes (USA)          | 58.                    |
| 84                     | Sebastian Langeveld (NED) | 15.                    |
| 85                     | Taylor Phinney (USA)      | 62.                    |
| 86                     | Thomas Scully (NZL)       | 91.                    |
| 87                     | Matti Breschel (DEN)      | 104.                   |

| Groupama-FDJ GFC | Groupama-FDJ GFC                  | Groupama-FDJ GFC |
| ---------------- | --------------------------------- | ---------------- |
| Nr.              | Rytter                            | Placering        |
| 91               | Daniel Hoelgaard (NOR)            | DNF              |
| 92               | Antoine Duchesne (CAN) (landevej) | 81.              |
| 94               | Ignatas Konovalovas (LTU)         | 57.              |
| 95               | Stefan Küng (SUI) (enkeltstart)   | 18.              |
| 96               | Olivier Le Gac (FRA)              | 39.              |
| 97               | Ramon Sinkeldam (NED)             | 54.              |

| Mitchelton-Scott MTS | Mitchelton-Scott MTS            | Mitchelton-Scott MTS |
| -------------------- | ------------------------------- | -------------------- |
| Nr.                  | Rytter                          | Placering            |
| 101                  | Matteo Trentin (ITA) (landevej) | 9.                   |
| 102                  | Luke Durbridge (AUS) (landevej) | 23.                  |
| 103                  | Alexander Edmondson (AUS)       | 87.                  |
| 104                  | Michael Hepburn (AUS)           | DNF                  |
| 105                  | Christopher Juul-Jensen (DEN)   | 34.                  |
| 106                  | Dion Smith (NZL)                | 78.                  |
| 107                  | Edoardo Affini (ITA)            | DNF                  |

| Movistar Team MOV | Movistar Team MOV       | Movistar Team MOV |
| ----------------- | ----------------------- | ----------------- |
| Nr.               | Rytter                  | Placering         |
| 111               | Jürgen Roelandts (BEL)  | 25.               |
| 112               | Carlos Barbero (ESP)    | 69.               |
| 113               | Carlos Betancur (COL)   | 83.               |
| 114               | Imanol Erviti (ESP)     | DNF               |
| 115               | Jorge Arcas (ESP)       | 75.               |
| 116               | Eduardo Sepúlveda (ARG) | DNF               |
| 117               | Antonio Pedrero (ESP)   | DNF               |

| Team Jumbo-Visma TJV | Team Jumbo-Visma TJV     | Team Jumbo-Visma TJV |
| -------------------- | ------------------------ | -------------------- |
| Nr.                  | Rytter                   | Placering            |
| 121                  | Wout van Aert (BEL)      | 13.                  |
| 122                  | Timo Roosen (NED)        | 79.                  |
| 123                  | Mike Teunissen (NED)     | 33.                  |
| 124                  | Taco van der Hoorn (NED) | 86.                  |
| 125                  | Danny van Poppel (NED)   | 30.                  |
| 126                  | Pascal Eenkhoorn (NED)   | 107.                 |
| 127                  | Maarten Wynants (BEL)    | 89.                  |

| Katusha-Alpecin TKA | Katusha-Alpecin TKA        | Katusha-Alpecin TKA |
| ------------------- | -------------------------- | ------------------- |
| Nr.                 | Rytter                     | Placering           |
| 131                 | Jens Debusschere (BEL)     | 72.                 |
| 132                 | Jenthe Biermans (BEL)      | DNF                 |
| 133                 | Reto Hollenstein (SUI)     | 64.                 |
| 134                 | Vjatjeslav Kuznetsov (RUS) | DNF                 |
| 135                 | Nils Politt (GER)          | 19.                 |
| 136                 | Mads Würtz Schmidt (DEN)   | DNF                 |
| 137                 | Harry Tanfield (GBR)       | DNF                 |

| Team Sky SKY | Team Sky SKY                         | Team Sky SKY |
| ------------ | ------------------------------------ | ------------ |
| Nr.          | Rytter                               | Placering    |
| 141          | Ian Stannard (GBR)                   | 26.          |
| 142          | Owain Doull (GBR)                    | 28.          |
| 143          | Christian Knees (GER)                | 73.          |
| 144          | Christopher Lawless (GBR)            | DNF          |
| 146          | Leonardo Basso (ITA)                 | DNF          |
| 147          | Dylan van Baarle (NED) (enkeltstart) | 14.          |

| Team Sunweb SUN | Team Sunweb SUN              | Team Sunweb SUN |
| --------------- | ---------------------------- | --------------- |
| Nr.             | Rytter                       | Placering       |
| 151             | Jan Bakelants (BEL)          | DNF             |
| 152             | Roy Curvers (NED)            | DNF             |
| 153             | Asbjørn Kragh Andersen (DEN) | DNF             |
| 154             | Johannes Fröhlinger (GER)    | DNF             |
| 155             | Michael Matthews (AUS)       | 12.             |
| 156             | Casper Pedersen (DEN)        | 59.             |
| 157             | Louis Vervaeke (BEL)         | 68.             |

| Trek-Segafredo TFS | Trek-Segafredo TFS   | Trek-Segafredo TFS |
| ------------------ | -------------------- | ------------------ |
| Nr.                | Rytter               | Placering          |
| 161                | Jasper Stuyven (BEL) | 40.                |
| 162                | Edward Theuns (BEL)  | 53.                |
| 163                | Alex Kirsch (LUX)    | 109.               |
| 164                | Ryan Mullen (IRL)    | 51.                |
| 165                | Mads Pedersen (DEN)  | 105.               |
| 166                | Alex Frame (NZL)     | DNF                |
| 167                | Fumiyuki Beppu (JPN) | DNF                |

| UAE Team Emirates UAD | UAE Team Emirates UAD   | UAE Team Emirates UAD |
| --------------------- | ----------------------- | --------------------- |
| Nr.                   | Rytter                  | Placering             |
| 171                   | Jasper Philipsen (BEL)  | 37.                   |
| 172                   | Roberto Ferrari (ITA)   | DNF                   |
| 173                   | Marco Marcato (ITA)     | DNF                   |
| 174                   | Sebastián Molano (COL)  | DNF                   |
| 175                   | Sven Erik Bystrøm (NOR) | DNF                   |
| 176                   | Rory Sutherland (AUS)   | DNF                   |
| 177                   | Tom Bohli (SUI)         | 63.                   |

| Cofidis, Solutions Crédits COF | Cofidis, Solutions Crédits COF | Cofidis, Solutions Crédits COF |
| ------------------------------ | ------------------------------ | ------------------------------ |
| Nr.                            | Rytter                         | Placering                      |
| 181                            | Christophe Laporte (FRA)       | 31.                            |
| 182                            | Dimitri Claeys (BEL)           | 41.                            |
| 183                            | Hugo Hofstetter (FRA)          | 108.                           |
| 184                            | Damien Touzé (FRA)             | 74.                            |
| 185                            | Bert Van Lerberghe (BEL)       | 50.                            |
| 186                            | Kenneth Vanbilsen (BEL)        | DNF                            |
| 187                            | Zico Waeytens (BEL)            | DNF                            |

| Corendon-Circus COC | Corendon-Circus COC     | Corendon-Circus COC |
| ------------------- | ----------------------- | ------------------- |
| Nr.                 | Rytter                  | Placering           |
| 191                 | Stijn Devolder (BEL)    | 27.                 |
| 192                 | Dries De Bondt (BEL)    | 43.                 |
| 193                 | Roy Jans (BEL)          | 106.                |
| 194                 | Jimmy Janssens (BEL)    | 76.                 |
| 195                 | Marcel Meisen (GER)     | DNF                 |
| 196                 | Joeri Stallaert (BEL)   | DNF                 |
| 197                 | Maarten van Trijp (NED) | DNF                 |

| Direct Énergie TDE | Direct Énergie TDE     | Direct Énergie TDE |
| ------------------ | ---------------------- | ------------------ |
| Nr.                | Rytter                 | Placering          |
| 201                | Niki Terpstra (NED)    | 20.                |
| 202                | Damien Gaudin (FRA)    | 93.                |
| 203                | Pim Ligthart (NED)     | 49.                |
| 204                | Adrien Petit (FRA)     | 70.                |
| 205                | Alexandre Pichot (FRA) | DNF                |
| 206                | Romain Cardis (FRA)    | DNF                |
| 207                | Anthony Turgis (FRA)   | 65.                |

| Roompot-Charles ROC | Roompot-Charles ROC       | Roompot-Charles ROC |
| ------------------- | ------------------------- | ------------------- |
| Nr.                 | Rytter                    | Placering           |
| 211                 | Lars Boom (NED)           | 80.                 |
| 212                 | Jesper Asselman (NED)     | DNF                 |
| 213                 | Mathias De Witte (BEL)    | DNF                 |
| 214                 | Stijn Steels (BEL)        | DNF                 |
| 215                 | Elmar Reinders (NED)      | DNF                 |
| 216                 | Boy van Poppel (NED)      | 46.                 |
| 217                 | Sjoerd van Ginneken (NED) | 77.                 |

| Sport Vlaanderen-Baloise SVB | Sport Vlaanderen-Baloise SVB | Sport Vlaanderen-Baloise SVB |
| ---------------------------- | ---------------------------- | ---------------------------- |
| Nr.                          | Rytter                       | Placering                    |
| 221                          | Piet Allegaert (BEL)         | DNF                          |
| 222                          | Amaury Capiot (BEL)          | 44.                          |
| 223                          | Benjamin Declercq (BEL)      | 32.                          |
| 224                          | Edward Planckaert (BEL)      | 36.                          |
| 225                          | Thomas Sprengers (BEL)       | 61.                          |
| 226                          | Preben Van Hecke (BEL)       | 102.                         |
| 227                          | Jordi Warlop (BEL)           | DNF                          |

| Wallonie Bruxelles WVA | Wallonie Bruxelles WVA    | Wallonie Bruxelles WVA |
| ---------------------- | ------------------------- | ---------------------- |
| Nr.                    | Rytter                    | Placering              |
| 231                    | Kenny Dehaes (BEL)        | 99.                    |
| 232                    | Kevyn Ista (BEL)          | 67.                    |
| 233                    | Lionel Taminiaux (BEL)    | 110.                   |
| 234                    | Emīls Liepiņš (LAT)       | 100.                   |
| 235                    | Tom Wirtgen (LUX)         | DNF                    |
| 236                    | Baptiste Planckaert (BEL) | 24.                    |
| 237                    | Lukas Spengler (SUI)      | 101.                   |

| Wanty-Gobert WGG | Wanty-Gobert WGG        | Wanty-Gobert WGG |
| ---------------- | ----------------------- | ---------------- |
| Nr.              | Rytter                  | Placering        |
| 241              | Frederik Backaert (BEL) | 96.              |
| 242              | Aimé De Gendt (BEL)     | 56.              |
| 243              | Tom Devriendt (BEL)     | 47.              |
| 244              | Xandro Meurisse (BEL)   | 48.              |
| 245              | Jérôme Baugnies (BEL)   | DNF              |
| 246              | Wesley Kreder (NED)     | DNF              |
| 247              | Loïc Vliegen (BEL)      | 66.              |

| Dimension Data TDD | Dimension Data TDD                       | Dimension Data TDD |
| ------------------ | ---------------------------------------- | ------------------ |
| Nr.                | Rytter                                   | Placering          |
| 1                  | Michael Valgren (DEN)                    | 45.                |
| 2                  | Julien Vermote (BEL)                     | DNF                |
| 3                  | Edvald Boasson Hagen (NOR) (enkeltstart) | 52.                |
| 4                  | Giacomo Nizzolo (ITA)                    | DNF                |
| 5                  | Rasmus Tiller (NOR)                      | DNF                |
| 6                  | Jacobus Venter (RSA)                     | DNF                |
| 7                  | Lars Bak (DEN)                           | DNF                |

| Deceuninck-Quick Step DQT | Deceuninck-Quick Step DQT                   | Deceuninck-Quick Step DQT |
| ------------------------- | ------------------------------------------- | ------------------------- |
| Nr.                       | Rytter                                      | Placering                 |
| 11                        | Yves Lampaert (BEL) (landevej)              | 7.                        |
| 12                        | Tim Declercq (BEL)                          | 103.                      |
| 13                        | Philippe Gilbert (BEL)                      | 8.                        |
| 14                        | Iljo Keisse (BEL)                           | DNF                       |
| 15                        | Bob Jungels (LUX) (landevej og enkeltstart) | 16.                       |
| 16                        | Florian Sénéchal (FRA)                      | DNF                       |
| 17                        | Zdeněk Štybar (CZE)                         | 1.                        |

| Lotto-Soudal LTS | Lotto-Soudal LTS        | Lotto-Soudal LTS |
| ---------------- | ----------------------- | ---------------- |
| Nr.              | Rytter                  | Placering        |
| 21               | Tiesj Benoot (BEL)      | DNF              |
| 22               | Jasper De Buyst (BEL)   | 42.              |
| 23               | Frederik Frison (BEL)   | DNF              |
| 24               | Jens Keukeleire (BEL)   | 11.              |
| 25               | Nikolas Maes (BEL)      | DNF              |
| 26               | Brian van Goethem (NED) | DNF              |
| 27               | Tim Wellens (BEL)       | 3.               |

| AG2R La Mondiale ALM | AG2R La Mondiale ALM    | AG2R La Mondiale ALM |
| -------------------- | ----------------------- | -------------------- |
| Nr.                  | Rytter                  | Placering            |
| 31                   | Oliver Naesen (BEL)     | 10.                  |
| 32                   | Dorian Godon (FRA)      | 97.                  |
| 33                   | Nico Denz (GER)         | 95.                  |
| 34                   | Silvan Dillier (SUI)    | 22.                  |
| 35                   | Julien Duval (FRA)      | 94.                  |
| 36                   | Alexis Gougeard (FRA)   | DNF                  |
| 37                   | Stijn Vandenbergh (BEL) | 60.                  |

| Astana AST | Astana AST                        | Astana AST |
| ---------- | --------------------------------- | ---------- |
| Nr.        | Rytter                            | Placering  |
| 41         | Davide Ballerini (ITA)            | DNF        |
| 42         | Zjandos Bizjigitov (KAZ)          | DNF        |
| 43         | Laurens De Vreese (BEL)           | 17.        |
| 44         | Jevgenij Giditj (KAZ)             | DNF        |
| 45         | Hugo Houle (CAN)                  | 29.        |
| 46         | Aleksej Lutsenko (KAZ) (landevej) | 4.         |
| 47         | Magnus Cort (DEN)                 | 90.        |

| Bahrain-Merida TBM | Bahrain-Merida TBM        | Bahrain-Merida TBM |
| ------------------ | ------------------------- | ------------------ |
| Nr.                | Rytter                    | Placering          |
| 51                 | Dylan Teuns (BEL)         | 5.                 |
| 52                 | Grega Bole (SLO)          | 98.                |
| 53                 | Sonny Colbrelli (ITA)     | 38.                |
| 54                 | Iván García Cortina (ESP) | 35.                |
| 55                 | Kristjan Koren (SLO)      | 85.                |
| 56                 | Luka Pibernik (SLO)       | 88.                |
| 57                 | Valerio Agnoli (ITA)      | DNF                |

| Bora-Hansgrohe BOH | Bora-Hansgrohe BOH                 | Bora-Hansgrohe BOH |
| ------------------ | ---------------------------------- | ------------------ |
| Nr.                | Rytter                             | Placering          |
| 61                 | Pascal Ackermann (GER) (landevej)  | DNF                |
| 62                 | Jempy Drucker (LUX)                | 6.                 |
| 63                 | Daniel Oss (ITA)                   | 21.                |
| 64                 | Lukas Pöstlberger (AUT) (landevej) | 82.                |
| 65                 | Juraj Sagan (SVK)                  | DNF                |
| 66                 | Michael Schwarzmann (GER)          | DNF                |
| 67                 | Rüdiger Selig (GER)                | DNF                |

| CCC Team CPT | CCC Team CPT                   | CCC Team CPT |
| ------------ | ------------------------------ | ------------ |
| Nr.          | Rytter                         | Placering    |
| 71           | Greg Van Avermaet (BEL)        | 2.           |
| 72           | Gijs Van Hoecke (BEL)          | 84.          |
| 73           | Nathan Van Hooydonck (BEL)     | DNF          |
| 74           | Francisco Ventoso (ESP)        | DNF          |
| 75           | Guillaume Van Keirsbulck (BEL) | 55.          |
| 76           | Łukasz Wiśniowski (POL)        | 71.          |
| 77           | Michael Schär (SUI)            | DNF          |

| EF Education First EF1 | EF Education First EF1    | EF Education First EF1 |
| ---------------------- | ------------------------- | ---------------------- |
| Nr.                    | Rytter                    | Placering              |
| 81                     | Sep Vanmarcke (BEL)       | 92.                    |
| 82                     | Mitchell Docker (AUS)     | DNF                    |
| 83                     | Alex Howes (USA)          | 58.                    |
| 84                     | Sebastian Langeveld (NED) | 15.                    |
| 85                     | Taylor Phinney (USA)      | 62.                    |
| 86                     | Thomas Scully (NZL)       | 91.                    |
| 87                     | Matti Breschel (DEN)      | 104.                   |

| Groupama-FDJ GFC | Groupama-FDJ GFC                  | Groupama-FDJ GFC |
| ---------------- | --------------------------------- | ---------------- |
| Nr.              | Rytter                            | Placering        |
| 91               | Daniel Hoelgaard (NOR)            | DNF              |
| 92               | Antoine Duchesne (CAN) (landevej) | 81.              |
| 94               | Ignatas Konovalovas (LTU)         | 57.              |
| 95               | Stefan Küng (SUI) (enkeltstart)   | 18.              |
| 96               | Olivier Le Gac (FRA)              | 39.              |
| 97               | Ramon Sinkeldam (NED)             | 54.              |

| Mitchelton-Scott MTS | Mitchelton-Scott MTS            | Mitchelton-Scott MTS |
| -------------------- | ------------------------------- | -------------------- |
| Nr.                  | Rytter                          | Placering            |
| 101                  | Matteo Trentin (ITA) (landevej) | 9.                   |
| 102                  | Luke Durbridge (AUS) (landevej) | 23.                  |
| 103                  | Alexander Edmondson (AUS)       | 87.                  |
| 104                  | Michael Hepburn (AUS)           | DNF                  |
| 105                  | Christopher Juul-Jensen (DEN)   | 34.                  |
| 106                  | Dion Smith (NZL)                | 78.                  |
| 107                  | Edoardo Affini (ITA)            | DNF                  |

| Movistar Team MOV | Movistar Team MOV       | Movistar Team MOV |
| ----------------- | ----------------------- | ----------------- |
| Nr.               | Rytter                  | Placering         |
| 111               | Jürgen Roelandts (BEL)  | 25.               |
| 112               | Carlos Barbero (ESP)    | 69.               |
| 113               | Carlos Betancur (COL)   | 83.               |
| 114               | Imanol Erviti (ESP)     | DNF               |
| 115               | Jorge Arcas (ESP)       | 75.               |
| 116               | Eduardo Sepúlveda (ARG) | DNF               |
| 117               | Antonio Pedrero (ESP)   | DNF               |

| Team Jumbo-Visma TJV | Team Jumbo-Visma TJV     | Team Jumbo-Visma TJV |
| -------------------- | ------------------------ | -------------------- |
| Nr.                  | Rytter                   | Placering            |
| 121                  | Wout van Aert (BEL)      | 13.                  |
| 122                  | Timo Roosen (NED)        | 79.                  |
| 123                  | Mike Teunissen (NED)     | 33.                  |
| 124                  | Taco van der Hoorn (NED) | 86.                  |
| 125                  | Danny van Poppel (NED)   | 30.                  |
| 126                  | Pascal Eenkhoorn (NED)   | 107.                 |
| 127                  | Maarten Wynants (BEL)    | 89.                  |

| Katusha-Alpecin TKA | Katusha-Alpecin TKA        | Katusha-Alpecin TKA |
| ------------------- | -------------------------- | ------------------- |
| Nr.                 | Rytter                     | Placering           |
| 131                 | Jens Debusschere (BEL)     | 72.                 |
| 132                 | Jenthe Biermans (BEL)      | DNF                 |
| 133                 | Reto Hollenstein (SUI)     | 64.                 |
| 134                 | Vjatjeslav Kuznetsov (RUS) | DNF                 |
| 135                 | Nils Politt (GER)          | 19.                 |
| 136                 | Mads Würtz Schmidt (DEN)   | DNF                 |
| 137                 | Harry Tanfield (GBR)       | DNF                 |

| Team Sky SKY | Team Sky SKY                         | Team Sky SKY |
| ------------ | ------------------------------------ | ------------ |
| Nr.          | Rytter                               | Placering    |
| 141          | Ian Stannard (GBR)                   | 26.          |
| 142          | Owain Doull (GBR)                    | 28.          |
| 143          | Christian Knees (GER)                | 73.          |
| 144          | Christopher Lawless (GBR)            | DNF          |
| 146          | Leonardo Basso (ITA)                 | DNF          |
| 147          | Dylan van Baarle (NED) (enkeltstart) | 14.          |

| Team Sunweb SUN | Team Sunweb SUN              | Team Sunweb SUN |
| --------------- | ---------------------------- | --------------- |
| Nr.             | Rytter                       | Placering       |
| 151             | Jan Bakelants (BEL)          | DNF             |
| 152             | Roy Curvers (NED)            | DNF             |
| 153             | Asbjørn Kragh Andersen (DEN) | DNF             |
| 154             | Johannes Fröhlinger (GER)    | DNF             |
| 155             | Michael Matthews (AUS)       | 12.             |
| 156             | Casper Pedersen (DEN)        | 59.             |
| 157             | Louis Vervaeke (BEL)         | 68.             |

| Trek-Segafredo TFS | Trek-Segafredo TFS   | Trek-Segafredo TFS |
| ------------------ | -------------------- | ------------------ |
| Nr.                | Rytter               | Placering          |
| 161                | Jasper Stuyven (BEL) | 40.                |
| 162                | Edward Theuns (BEL)  | 53.                |
| 163                | Alex Kirsch (LUX)    | 109.               |
| 164                | Ryan Mullen (IRL)    | 51.                |
| 165                | Mads Pedersen (DEN)  | 105.               |
| 166                | Alex Frame (NZL)     | DNF                |
| 167                | Fumiyuki Beppu (JPN) | DNF                |

| UAE Team Emirates UAD | UAE Team Emirates UAD   | UAE Team Emirates UAD |
| --------------------- | ----------------------- | --------------------- |
| Nr.                   | Rytter                  | Placering             |
| 171                   | Jasper Philipsen (BEL)  | 37.                   |
| 172                   | Roberto Ferrari (ITA)   | DNF                   |
| 173                   | Marco Marcato (ITA)     | DNF                   |
| 174                   | Sebastián Molano (COL)  | DNF                   |
| 175                   | Sven Erik Bystrøm (NOR) | DNF                   |
| 176                   | Rory Sutherland (AUS)   | DNF                   |
| 177                   | Tom Bohli (SUI)         | 63.                   |

| Cofidis, Solutions Crédits COF | Cofidis, Solutions Crédits COF | Cofidis, Solutions Crédits COF |
| ------------------------------ | ------------------------------ | ------------------------------ |
| Nr.                            | Rytter                         | Placering                      |
| 181                            | Christophe Laporte (FRA)       | 31.                            |
| 182                            | Dimitri Claeys (BEL)           | 41.                            |
| 183                            | Hugo Hofstetter (FRA)          | 108.                           |
| 184                            | Damien Touzé (FRA)             | 74.                            |
| 185                            | Bert Van Lerberghe (BEL)       | 50.                            |
| 186                            | Kenneth Vanbilsen (BEL)        | DNF                            |
| 187                            | Zico Waeytens (BEL)            | DNF                            |

| Corendon-Circus COC | Corendon-Circus COC     | Corendon-Circus COC |
| ------------------- | ----------------------- | ------------------- |
| Nr.                 | Rytter                  | Placering           |
| 191                 | Stijn Devolder (BEL)    | 27.                 |
| 192                 | Dries De Bondt (BEL)    | 43.                 |
| 193                 | Roy Jans (BEL)          | 106.                |
| 194                 | Jimmy Janssens (BEL)    | 76.                 |
| 195                 | Marcel Meisen (GER)     | DNF                 |
| 196                 | Joeri Stallaert (BEL)   | DNF                 |
| 197                 | Maarten van Trijp (NED) | DNF                 |

| Direct Énergie TDE | Direct Énergie TDE     | Direct Énergie TDE |
| ------------------ | ---------------------- | ------------------ |
| Nr.                | Rytter                 | Placering          |
| 201                | Niki Terpstra (NED)    | 20.                |
| 202                | Damien Gaudin (FRA)    | 93.                |
| 203                | Pim Ligthart (NED)     | 49.                |
| 204                | Adrien Petit (FRA)     | 70.                |
| 205                | Alexandre Pichot (FRA) | DNF                |
| 206                | Romain Cardis (FRA)    | DNF                |
| 207                | Anthony Turgis (FRA)   | 65.                |

| Roompot-Charles ROC | Roompot-Charles ROC       | Roompot-Charles ROC |
| ------------------- | ------------------------- | ------------------- |
| Nr.                 | Rytter                    | Placering           |
| 211                 | Lars Boom (NED)           | 80.                 |
| 212                 | Jesper Asselman (NED)     | DNF                 |
| 213                 | Mathias De Witte (BEL)    | DNF                 |
| 214                 | Stijn Steels (BEL)        | DNF                 |
| 215                 | Elmar Reinders (NED)      | DNF                 |
| 216                 | Boy van Poppel (NED)      | 46.                 |
| 217                 | Sjoerd van Ginneken (NED) | 77.                 |

| Sport Vlaanderen-Baloise SVB | Sport Vlaanderen-Baloise SVB | Sport Vlaanderen-Baloise SVB |
| ---------------------------- | ---------------------------- | ---------------------------- |
| Nr.                          | Rytter                       | Placering                    |
| 221                          | Piet Allegaert (BEL)         | DNF                          |
| 222                          | Amaury Capiot (BEL)          | 44.                          |
| 223                          | Benjamin Declercq (BEL)      | 32.                          |
| 224                          | Edward Planckaert (BEL)      | 36.                          |
| 225                          | Thomas Sprengers (BEL)       | 61.                          |
| 226                          | Preben Van Hecke (BEL)       | 102.                         |
| 227                          | Jordi Warlop (BEL)           | DNF                          |

| Wallonie Bruxelles WVA | Wallonie Bruxelles WVA    | Wallonie Bruxelles WVA |
| ---------------------- | ------------------------- | ---------------------- |
| Nr.                    | Rytter                    | Placering              |
| 231                    | Kenny Dehaes (BEL)        | 99.                    |
| 232                    | Kevyn Ista (BEL)          | 67.                    |
| 233                    | Lionel Taminiaux (BEL)    | 110.                   |
| 234                    | Emīls Liepiņš (LAT)       | 100.                   |
| 235                    | Tom Wirtgen (LUX)         | DNF                    |
| 236                    | Baptiste Planckaert (BEL) | 24.                    |
| 237                    | Lukas Spengler (SUI)      | 101.                   |

| Wanty-Gobert WGG | Wanty-Gobert WGG        | Wanty-Gobert WGG |
| ---------------- | ----------------------- | ---------------- |
| Nr.              | Rytter                  | Placering        |
| 241              | Frederik Backaert (BEL) | 96.              |
| 242              | Aimé De Gendt (BEL)     | 56.              |
| 243              | Tom Devriendt (BEL)     | 47.              |
| 244              | Xandro Meurisse (BEL)   | 48.              |
| 245              | Jérôme Baugnies (BEL)   | DNF              |
| 246              | Wesley Kreder (NED)     | DNF              |
| 247              | Loïc Vliegen (BEL)      | 66.              |